# Цвєти (група)
«Цвєти» (укр. Квіти) — радянська і російська рок-група, одна з перших груп, яка привнесла елементи рок-музики на радянську естраду.
Група була створена в 1969 році гітаристом і автором пісень Стасом Наміним. У 1973 році «Цвєти» як студентський ансамбль випустили на фірмі «Мелодія» гнучку платівку, яка розійшлися 7-мільйонним тиражем. В записах брали участь: Стас Намін (електрогітара), Олександр Лосєв (вокал, бас-гітара), Володимир Семенов (акустична гітара), Сергій Дьячков (піаніно), Юрій Фокін (барабани).
У 1974 група почала свою професійну діяльність, у 1975 році через конфлікт з філармонією розпалася, а потім указом Міністерства культури була розформована, її назва було заборонено].
В 1977 році група відновилася під новим ім'ям «Група Стаса Наміна» і в 1978 році почала гастролювати.
У 1989 році група зупинила свою діяльність і наступні десять років фактично не існувала.
Зібравшись в 1999 році після перерви, «Квіти» відзначили своє 30-річчя ювілейним концертом, а й після цього не повернулися в шоу-бізнес, а працювали в Театрі Музики і Драми Стаса Наміна, беручи участь у створенні мюзиклу «Волосся», рок-опери «Ісус Христос — суперзірка» та інших проектах.
У 40-річчя група підвела підсумок своєї ранньої творчості, записавши на легендарній студії Abbey Road подвійний альбом «Назад в СРСР», в який увійшли всі їхні пісні періоду 70-х. Після ювілейного концерту 6 березня 2010 року «Цвєти», вперше більш ніж за 20 років, знову вийшли на велику сцену, записали нові пісні і відновили гастрольну діяльність.